# Георг II (Вюртемберг-Монбеляр)
Георг II фон Вюртемберг-Монбеляр (на немски: Georg II von Württemberg-Mömpelgard; * 5 октомври 1626, Мьомпелгард; † 1 юни 1699, Мьомпелгард) от странична линия на Дом Вюртемберг (Млада линия Монбеляр), е херцог на Вюртемберг-Монбеляр (1662 – 1699).

## Биография
Той е син на херцог Лудвиг Фридрих фон Вюртемберг-Монбеляр (1586 – 1631) и втората му съпруга Анна Елеонора фон Насау-Саарбрюкен-Вайлбург (1602 – 1685), дъщеря на граф Йохан Казимир фон Насау-Вайлбург-Глайберг (1593 – 1602) и Елизабет фон Хесен-Дармщат (1579 – 1655), дъщеря на ландграф Георг I фон Хесен-Дармщат.
През 1662 г. Георг II наследява бездетния си по-голям полубрат Леополд Фридрих (1624 -1662).
През 1676 г. Мьомпелгард е окупиран от френската войска на Луи XIV. Георг бяга от страната си; през 1684 г. може да се върне, но се отказва да признае владичеството на Франция. Затова страната е администрирана до 1698 г. от братовчед му Фридрих Карл. След смъртта му Георг се връща обратно в страната си и умира след една година.

## Фамилия
Георг II се жени на 20 април/9 март 1648 г. в Монбеляр/Мьомпелгард за Анна дьо Колини (* 4 септември 1624; † 13 януари 1680), дъщеря на граф Гаспард III дьо Колини (1584 – 1646), херцог дьо Шатилон (1643), адмирал на Франция, и Анна дьо Полиняк (1598 – 1651). Те имат осем деца:
- Ото Фридрих (1650 – 1653)
- Хенриета (1654 – 1680)
- Елеанора Шарлота (1656 – 1743)

∞ 1672 херцог Силвиус II Фридрих фон Вюртемберг-Оелс (1651 – 1697)
- Конрад Лудвиг (1658 – 1659)
- Анна (1660 – 1733)
- Елизабет (1665 – 1726)

∞ 1689 херцог Фридрих Фердинанд фон Вюртемберг-Вайлтинген (1654 – 1705), син на херцог Манфред I фон Вюртемберг-Вайлтинген
- Хедвиг (1667 – 1715)
- Леополд Еберхард (1670 – 1723), херцог на Вюртемберг-Мьомпелгард

∞ 1. 1695 – 1714 Анна Сабина фон Хедвигер, „графиня фон Шпонек“ (1676 – 1735)
∞ 2. 1718 Елизабет Шарлота Кюри, „фрау фон л’Есперанс“ (1684 – 1733)